# Tivadar Homonnay
Dans le nom hongrois Homonnay Tivadar, le nom de famille précède le prénom, mais cet article utilise l’ordre habituel en français Tivadar Homonnay, où le prénom précède le nom.
Tivadar Homonnay, né le 3 mai 1888 à Kalocsa et mort le 30 juin 1964 à Budapest, est un homme politique hongrois, bourgmestre principal de Budapest entre 1942 et 1944.

## Biographie
Peu après l'entrée des forces allemandes en Hongrie, en mars 1944, il démissionne le 8 avril 1944. Il a caché chez lui 22 jeunes filles juives.